# Hugo Sabido
Hugo Sabido (Oeiras, 14 de Dezembro de 1979) é um ciclista português.
Fez todo o seu percurso de formação no Grupo Recreativo de Mato-Cheirinhos.  Passou a profissional no ano de 2001, tendo representado a Gresco-Tavira (2001), Porta da Ravessa-Zurich (2002), Barbot-Torrié Cafés (2003), Milaneza-Maia (2004), Paredes Rota dos Móveis-Beira Tâmega (2005) e Team Barloworld (2006). Em 2004 ganhou uma etapa da Volta à Polónia e outra da Volta ao Alentejo, mas foi em 2005 que teve a sua grande vitória, na Volta ao Algarve, depois de ganhar a etapa rainha, que terminava no Alto do Malhão, e a classificação geral final.
Depois de se mostrar em 2005, assinou pela Barloworld, em 2006, equipa onde já conseguia alguns bons resultados, como o 7º lugar na Volta à Região de Wallone, o 13º na Volta a Inglaterra e o 16º no Tirreno Adriático.

## Equipas
| Ano  | Equipa                               |
| ---- | ------------------------------------ |
| 2001 | Gresco-Tavira                        |
| 2002 | Porta da Ravessa-Zurich              |
| 2003 | Barbot-Torrié Cafés                  |
| 2004 | Milaneza-Maia                        |
| 2005 | Paredes Rota dos Móveis-Beira Tâmega |
| 2006 | Team Barloworld                      |
| 2007 | Team Barloworld                      |
| 2008 | Team Barloworld                      |
| 2009 | LA Alumínios-Rota dos Móveis         |
| 2015 | Louletano-Ray Just Energy            |
| 2016 | Sporting / Tavira                    |

## Palmarés
- 2002
  - 2º 4ª etapa - Volta ao Alentejo
- 2003 
  - 3º Volta ao Alentejo
  - 3º 4ª etapa - GP MR Cortez
  - 4º Campeonato de Portugal de CRI
  - 4º GP MR Cortez
  - 4º 1ª etapa - Volta ao Alentejo
  - 11º Volta ao Algarve
  - 15º Campeonato de Portugal
- 2004
  - 1º 2ª etapa - Volta ao Alentejo
  - 1º 7ª etapa - Volta à Polónia
  - 2º Campeonato de Portugal de CRI
  - 2º Volta à Polónia
  - 2º 4ª etapa - Volta à Polónia
  - 3º 2ª etapa - Volta à Polónia
  - 4º 6ª etapa - Volta à Polónia
  - 4º 8ª etapa - Volta à Polónia
  - 5º 1ª etapa - Volta ao Alentejo
  - 10º Volta ao Alentejo
- 2005
  - 1º Volta ao Algarve
  - 1º 5ª etapa - Volta ao Algarve
  - 5º 6ª etapa - Volta a Portugal
  - 5º 7ª etapa - Volta a Portugal
  - 6º 3ª etapa - Volta ao Algarve
  - 14º Volta a Portugal
- 2006
  - 2º 1ª etapa - Volta a Portugal
  - 5º  6ª etapa - Volta a Portugal
  - 7º  Volta à Região de Wallone
  - 9º  Tour de Picardie
  - 13º Volta a Inglaterra
  - 16º Tirreno Adriático
- 2009
  - 8º 4ª etapa - Volta a Portugal